# Russell Lande
Russell Scott Lande (* 10. August 1951 in Jackson, Missouri) ist ein US-amerikanischer Genetiker (Populationsgenetik) und Evolutionsbiologe.
Lande studierte an der University of California, Irvine, mit dem Bachelor-Abschluss 1972 und wurde 1976 an der Harvard University bei Richard Lewontin in Biologie promoviert. Als Post-Doktorand war er an der University of Wisconsin bei James F. Crow. 1978 wurde er Assistant Professor für Biophysik und theoretische Biologie an der University of Chicago, an der er 1982 Associate Professor und 1989 Louis Block Professor wurde. Er war ab 1990 Professor für Biologie an der University of Oregon, ab 1999 Professor an der University of California, San Diego und 2007 Professor an der Technisch-Naturwissenschaftlichen Universität Norwegens in Trondheim, an der er 2016 International Chair Professor wurde. Außerdem hatte er von 2007 bis 2016 eine Forschungsprofessur am Imperial College London.
Lande wandte die quantitative Genetik auf die Evolution natürlicher Populationen an (stochastische Theorie der Evolution mit natürlicher Auslese und Gendrift) und forschte in stochastischer Populationsdynamik, Ökologie und Arterhaltung (demographische und genetische Faktoren beim Aussterben von Arten). Er beschrieb den Effekt der phänotypischen Selektion bei mehreren genetisch miteinander korrelierenden Eigenschaften und untersuchte evolutionsbiologische Themen wie sexuelle Selektion, Artbildung, Entwicklung phänotypischer Plastizität, Selbst-Befruchtung, Artenvielfalt in den Tropen. Von ihm stammen Begriffe wie der phänotypische Selektionsgradient und G-Matrix.
Er ist Fellow der American Academy of Arts and Sciences (1997), der Royal Society (2012) und der National Academy of Sciences (2015). Er war Guggenheim Fellow (1996), MacArthur Fellow (1997), erhielt den Weldon Memorial Prize (2010), den Balzan-Preis (2011) und den Sewall Wright Award (1992).

## Schriften (Auswahl)
- mit Steinar Engen, Bernt-Erik Saether: Stochastic Population Dynamics in Ecology and Conservation, Oxford UP 2003